# Mahikeng
Mafikeng este un oraș în Africa de Sud. Este reședința provinciei North West.